# Sept Minutes pour mourir
Pour plus de détails, voir Fiche technique et Distribution.
Sept Minutes pour mourir (Siete minutos para morir) est un film d'espionnage italo-espagnol réalisé par Tito Fernández et sorti en 1969.

## Synopsis
Le consul des États-Unis à Hong-Kong apprend que son attaché commercial, Al Monks, a été assassiné. C'est justement le jour où ce dernier devait récupérer une liste détaillée des agents américains en Chine. Cette liste ayant disparu, le consul appelle à l'aide les services secrets. C'est Billy Howard qui est envoyé pour régler cette question, et détecter les traces de l'organisation internationale qui s'est emparée de cette liste. Il va aller d'Hong-Kong à Gênes, en passant par Milan, aidé de Virna Mondelli, secrétaire du frère d'Al Monks, et de son épouse, Karin Foster.

## Fiche technique
- Titre français : Sept Minutes pour mourir[2]
- Titre original espagnol  : Siete minutos para morir[3],[1]
- Réalisateur : Tito Fernández
- Titre italien : Agente Howard: Sette minuti per morire
- Scénario : A. Di Risso, Tito Fernández, Giovanni Scolaro, Enrique Urrutia
- Photographie : Aldo De Robertis
- Montage : Nella Nannuzzi
- Musique : José Torregrosa
- Production : Enrique Urrutia, Tito Fernández, Salvatore Caruso
- Société de production : Urfesa Film (Urrutia y Fernandez SA), Telefilm International
- Pays de production :  Espagne
- Langue originale : espagnol
- Format : Couleur par Eastmancolor - 35 mm
- Durée : 78 minutes
- Genre : Film d'espionnage
- Dates de sortie :
  - Espagne : 8 décembre 1969 (Barcelone) ; 3 mai 1971 (Madrid)
  - France : 7 février 1974[2]

## Distribution
- Paolo Gozlino (it) (sous le nom de « Paul Stevens ») : Bill Howard
- Betsy Bell : Virna Montesse
- Rubén Rojo (es) : Al Monks / Domenico Lomonaco
- Nieves Navarro : Karin Foster
- George Hilton : Mike Russo
- José Marco : Don Pietro Salminci
- Mario Donen : Max Cargo
- Marisol Ayuso : Sonya
- Julio Pérez Tabernero : Central de Milán
- Francisco Sánchez : Cónsul Harry Jones